# Yejong di Joseon
Yejong (예종?, 睿宗?; nato Yi Hwang (이황?, 李晄?); 14 gennaio 1450 – 31 dicembre 1469) è stato l'ottavo re di Joseon, sul quale regnò dal 1468 al 1469.

## Biografia
Nacque nel 1450 con il nome proprio di Yi Hyang, secondo figlio maschio del gran principe Suyang e di sua moglie, la dama Yun (la futura regina Jeonghui). Nel 1455, quando suo padre salì al trono con il nome di Sejo, ricevette il titolo di principe Haeyang. Suo fratello maggiore Yi Jang, designato principe ereditario con il nome di Uigyeong, morì nel 1457 in giovane età, e Sejo scelse Haeyang come suo successore al posto del figlio di Uigyeong, il principe Wolsan. Nel 1460, a undici anni, prese in moglie la figlia sedicenne del primo consigliere di Stato Han Myeong-hoe (il cui nome postumo fu regina Jangsun), la quale perse la vita dando alla luce il suo primogenito; il bambino stesso morì tre anni dopo. Nel 1462 sposò in seconde nozze la figlia del terzo consigliere di Stato, che divenne la regina consorte Ansun quando Haeyang salì al trono, e gli diede due figli maschi e due femmine.
Durante gli anni come principe ereditario, venne educato con celerità da Sejo per acquisire le competenze necessarie a un sovrano, e, all'aggravarsi delle condizioni di salute del genitore, cominciò a supervisionare gli affari di Stato al suo posto. Ciononostante, quando ascese al trono venne considerato troppo giovane per governare, perciò sua madre gli fece da reggente, accompagnandolo a tutte le riunioni con i ministri. Rispetto al tempo trascorso come principe ereditario, durante il quale mostrò una condotta tranquilla e attenta, come re adottò un approccio duro, intimidendo spesso i ministri e prendendo decisioni senza consultarli.
Haeyang, che passò alla storia con il nome di Yejong, regnò per soli quattordici mesi: morì infatti nel 1469, apparentemente per aver trascurato la propria salute mentre si prendeva cura del padre malato, restando al suo capezzale giorno e notte. Nel corso del suo breve regno cercò senza successo di opporsi alla fazione Hungu, di stampo conservatore, completò il Gyeonggukdaejeon, il codice per l'amministrazione statale iniziato da suo padre, pubblicò dei libri di storia, e fece giustiziare il ministro della guerra Nam I per tradimento.

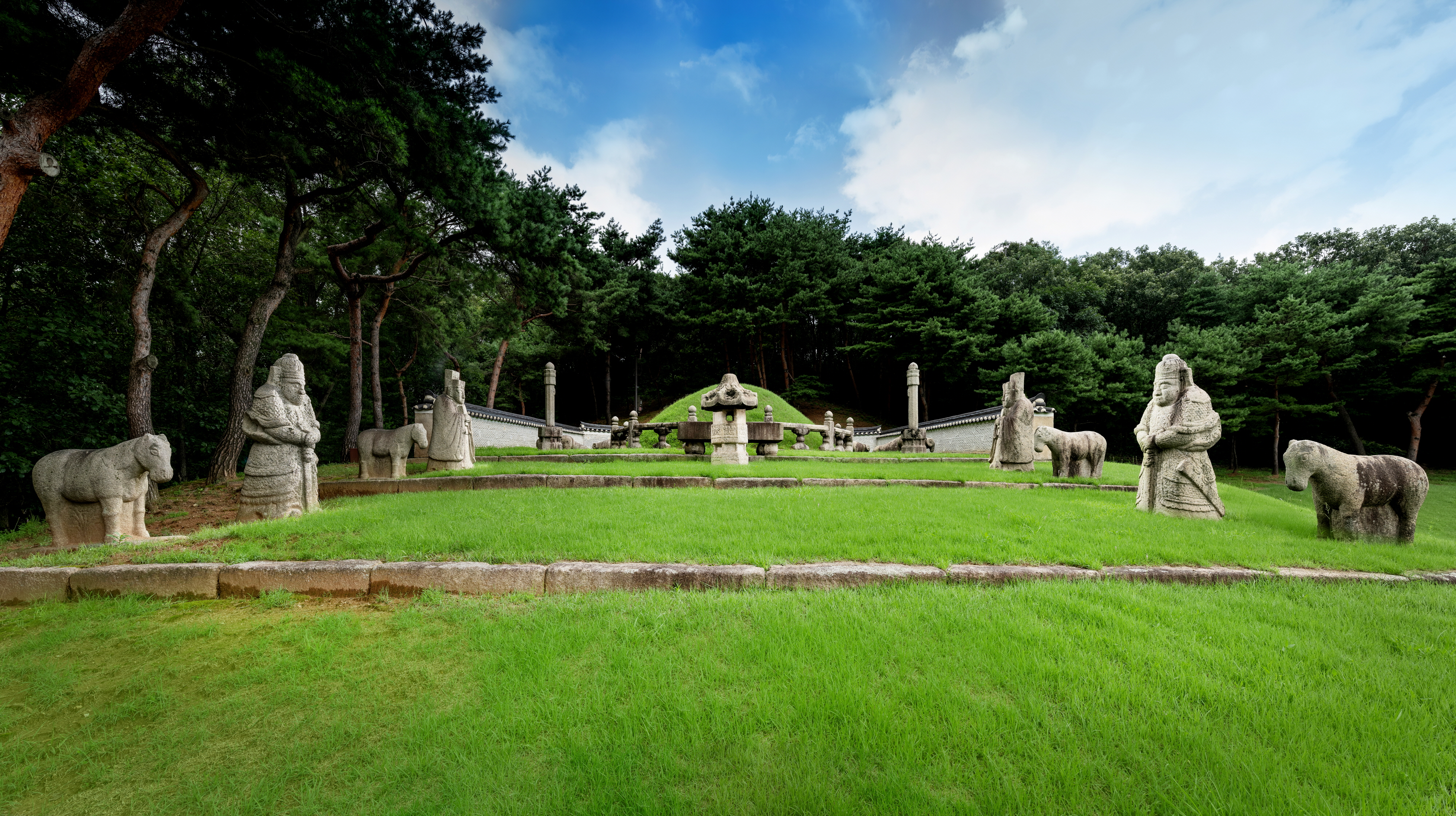
Tomba di Yejong.

I suoi resti sono sepolti nella tomba reale Changneung del complesso di Seooreung, Goyang, insieme a quelli della regina Ansun. Gli succedette suo nipote, il principe Jaeulsan (re Seongjong), siccome il principe Jean suo figlio era troppo giovane per governare.

## Ascendenza
|                    |          |                     | Genitori            |  |  | Nonni            |  |  | Bisnonni          |  |
|                    |          |                     |                     |  |  | Sejong il Grande |  |  | Taejong di Joseon |  |
|                    |          |                     |                     |  |  | Sejong il Grande |  |  | Taejong di Joseon |  |
|                    |          | Wongyeong di Joseon |                     |  |  | Sejong il Grande |  |  |                   |  |
| Sejo di Joseon     |          |                     |                     |  |  | Sejong il Grande |  |  |                   |  |
|                    |          | Soheon di Joseon    | Sim On              |  |  |                  |  |  |                   |  |
|                    |          | Soheon di Joseon    | Sim On              |  |  |                  |  |  |                   |  |
|                    |          | Soheon di Joseon    | Samhangukdaebuin An |  |  |                  |  |  |                   |  |
| Yejong di Joseon   |          | Soheon di Joseon    |                     |  |  |                  |  |  |                   |  |
|                    | Yun Beon | Yun Seung-rye       |                     |  |  |                  |  |  |                   |  |
|                    | Yun Beon | Yun Seung-rye       |                     |  |  |                  |  |  |                   |  |
|                    | Yun Beon | Signora Gwon        |                     |  |  |                  |  |  |                   |  |
| Jeonghui di Joseon | Yun Beon |                     |                     |  |  |                  |  |  |                   |  |
|                    |          | Signora Yi          | Yi Mun-hwa          |  |  |                  |  |  |                   |  |
|                    |          | Signora Yi          | Yi Mun-hwa          |  |  |                  |  |  |                   |  |
|                    |          | Signora Yi          | Signora Choe        |  |  |                  |  |  |                   |  |
|                    |          | Signora Yi          |                     |  |  |                  |  |  |                   |  |

## Discendenza
1. Regina Jangsun di Joseon
  1. Yi Bun, gran principe Inseong (1461–1463)
2. Regina Ansun di Joseon
  1. Principessa Hyeonsuk (1464–1502)
  2. Yi Hyeon, gran principe Jean (1466–1525)
  3. Principessa Hyesun (1468–1469)
  4. Figlio maschio (nome ignoto)
3. Gongbin Choe del bon-gwan Choe di Jeonju
4. Dama di corte Gi
5. Signora Yi